# Беса (Добри Дол)
«Беса Добри Дол» (мак. Фудбалски Клуб Беса Добри Дол) — професійний північно-македонський футбольний клуб з села Добри Дол общини Гостивар. Команда з 2024 року грає в Македонській футбольній Першій лізі, найвищій футбольній лізі країни, після перемоги в Македонській футбольній Другій лізі. «Беса» заснована в 1976 році, та більшу частину своєї історії грала в нижчих лігах Югославії та Північної Македонії. Клуб грає домашні матчі на міському стадіоні в Гостиварі місткістю в 1 тисячу глядачів.

## Досягнення
- Переможець Македонської футбольної Другої ліги (1): 2023—2024